# 1947年のNFLドラフト
1947年のNFLドラフト（1947ねんのNFLどらふと）は、1946年12月16日に開催された第12回目のNFLドラフト。ニューヨークマンハッタンのコモドアホテル（現ハイアットグランドセントラルニューヨーク）で開催された。
この年のドラフトからドラフト全体1位指名権はロッタリーで決定された。
シカゴ・ベアーズがドラフト全体1位指名権を獲得するのは、その後、2023年まで発生しなかった。ベアーズは2023年のドラフト全体1位指名権をカロライナ・パンサーズにトレードして複数のドラフト1巡指名権を獲得、2024年のドラフトでパンサーズから受け取った全体1位指名権を用いてケイレブ・ウィリアムズを指名した。

## 主な指名選手
2巡と4巡は5チームのみに指名権が与えられた。
前年ハイズマン賞を受賞したグレン・デービスが1巡全体2位でデトロイト・ライオンズに指名されたが軍務を優先して契約を結ばず、彼との交渉権はロサンゼルス・ラムズに譲渡された。3年後の1950年に彼はラムズと契約、その年彼はプロボウルに選ばれた。
前年に続いて1巡全体4位で指名されたカル・ロッシはNFLではプレーしなかった。
２巡でデトロイト・ライオンズに指名されたラス・トーマスは1967年から1989年までライオンズのゼネラルマネージャーを務めた。
後にダラス・カウボーイズのヘッドコーチとなるトム・ランドリーが20巡でニューヨーク・ジャイアンツに指名されたが入団せずAAFCのニューヨーク・ヤンキースを経て1950年にジャイアンツに入団、現役時代は多くのインターセプトを記録した。

## 指名選手一覧

### 1巡指名選手
| 指名順位 | チーム                       | 選手名                     | ポジション           | 出身大学               |
| 1        | シカゴ・ベアーズ             | ボブ・フェニモア           | ハーフバック         | オクラホマA&M大学      |
| 2        | デトロイト・ライオンズ       | グレン・デービス           | ハーフバック         | 陸軍士官学校           |
| 3        | ボストン・ヤンクス           | フリッツ・バージラウスカス | フルバック           | 陸軍士官学校           |
| 4        | ワシントン・レッドスキンズ   | カル・ロッシ               | バック               | UCLA                   |
| 5        | ピッツバーグ・スティーラーズ | ハブ・ベクトル             | エンド               | テキサス大学           |
| 6        | グリーンベイ・パッカーズ     | アーニー・ケイス           | クォーターバック     | UCLA                   |
| 7        | シカゴ・カージナルス         | テックス・カウルター       | タックル             | 陸軍士官学校           |
| 8        | フィラデルフィア・イーグルス | ニール・アームストロング   | エンド               | オクラホマA&M大学      |
| 9        | ロサンゼルス・ラムズ         | ハーマン・ウェデマイアー   | バック               | セントメアリーカレッジ |
| 10       | ニューヨーク・ジャイアンツ   | ヴィック・シュウォール     | ハーフバック         | ノースウェスタン大学   |
| 11       | シカゴ・ベアーズ             | ドン・キント               | ディフェンシブバック | ウィスコンシン大学     |

### 2巡以降の主な指名選手
| 指名順位 | チーム                       | 選手名                       | ポジション             | 出身大学                     |
| 12       | デトロイト・ライオンズ       | ラス・トーマス               | タックル               | オハイオ州立大学             |
| 18       | シカゴ・カージナルス         | エルマル・アレン             | クォーターバック       | ケンタッキー大学             |
| 19       | フィラデルフィア・イーグルス | ビル・マクライズ             | クォーターバック       | ネバダ大学                   |
| 21       | ロサンゼルス・ラムズ         | ドン・ポール                 | ラインバッカー         | UCLA                         |
| 22       | ニューヨーク・ジャイアンツ   | ジョン・カナディ             | ラインバッカー         | インディアナ大学             |
| 58       | ピッツバーグ・スティーラーズ | ジェリー・シプキー           | ラインバッカー         | UCLA                         |
| 94       | ニューヨーク・ジャイアンツ   | ロバート・ホーンシェメイヤー | バック                 | 海軍兵学校                   |
| 103      | ロサンゼルス・ラムズ         | ダンテ・ラベリ               | エンド                 | オハイオ州立大学             |
| 104      | ニューヨーク・ジャイアンツ   | ハーディ・ブラウン           | ラインバッカー         | タルサ大学                   |
| 105      | シカゴ・ベアーズ             | トニー・アダムル             | ラインバッカー         | オハイオ州立大学             |
| 146      | デトロイト・ライオンズ       | トミー・ジェームズ           | ディフェンシブバック   | オハイオ州立大学             |
| 149      | ピッツバーグ・スティーラーズ | エルビー・ニッケル           | エンド                 | シンシナティ大学             |
| 181      | グリーンベイ・パッカーズ     | ブラッド・エクランド         | センター               | オレゴン大学                 |
| 184      | ニューヨーク・ジャイアンツ   | トム・ランドリー             | ディフェンシブバック   | テキサス大学                 |
| 193      | ロサンゼルス・ラムズ         | レオン・マクローリン         | センター               | UCLA                         |
| 204      | ニューヨーク・ジャイアンツ   | アート・ドノバン             | ディフェンシブタックル | ボストンカレッジ             |
| 219      | ワシントン・レッドスキンズ   | ボブ・スミス                 | ディフェンシブバック   | アイオワ大学                 |
| 231      | シカゴ・カージナルス         | オットー・シュネルバッカー   | ディフェンシブバック   | カンザス大学                 |
| 294      | ピッツバーグ・スティーラーズ | ウォーレン・ラー             | ディフェンシブバック   | ケースウェスタンリザーブ大学 |

### ドラフト外入団の主な選手
| チーム                     | 選手名           | ポジション | 出身大学             |
| ワシントン・レッドスキンズ | ヒュー・テイラー | WR         | オクラホマシティ大学 |

## 殿堂入り選手
この年のドラフトで指名された選手のうち、3名がプロフットボール殿堂入りを果たしている。
- ダンテ・ラベリ - 1975年殿堂入り
- トム・ランドリー - 1990年殿堂入り
- アート・ドノバン - 1968年殿堂入り